# John Holloway (atleta)
John Holloway, detto Jack (Cappauniac, 9 dicembre 1878 – Topeka, 15 ottobre 1950), è stato un multiplista britannico.
Partecipò, con una squadra statunitense, ai Giochi olimpici di Saint Louis 1904, arrivando quarto nella gara di atletica leggera di all around.